# Toespijs (productiehuis)
Toespijs was een Belgisch productiehuis. Toespijs is opgericht door Alice Reijs en Tom Van Dyck. Het productiehuis ontving het e-Mission-label van het Vlaams Audiovisueel Fonds voor de inspanningen die Toespijs gedaan heeft rond ecologie en duurzaamheid in hun reeks Den elfde van den elfde.

## Producties
| Naam                    | Type        | Jaar | Producenten                               | Samenwerkingen |
| ----------------------- | ----------- | ---- | ----------------------------------------- | --- |
| Den elfde van den elfde | Fictiereeks | 2016 | Tom Van Dyck Kris Verschooten Alice Reijs | één gemeente Beveren provincie Oost-Vlaanderen De Lijn Vlaams Audiovisueel Fonds (VAF Media) Tax Shelter Films Funding |